# Nomdieu
Nomdieu est une commune du Sud-Ouest de la France, située dans le département de Lot-et-Garonne (région Nouvelle-Aquitaine).
Les habitants du Nomdieu s'appellent les Dieunommé(e)s.

## Géographie

### Localisation
Commune de l'aire d'attraction d'Agen située dans le Brulhois en pays du Cœur d'Albret. C'est une commune limitrophe avec le département du Gers.

### Communes limitrophes
Les communes limitrophes sont Saumont, Ligardes, Fieux, Francescas, Lamontjoie et Saint-Vincent-de-Lamontjoie.
| Fieux      | Saumont         |                             |
| Francescas | Nomdieu         | Saint-Vincent-de-Lamontjoie |
|            | Ligardes (Gers) | Lamontjoie                  |

### Hydrographie
La commune est arrosée par le Petit Auvignon.

### Climat
Pour des articles plus généraux, voir Climat de la Nouvelle-Aquitaine et Climat de Lot-et-Garonne.
Historiquement, la commune est exposée à un climat océanique aquitain.  
En 2020, Météo-France publie une typologie des climats de la France métropolitaine dans laquelle la commune est exposée à un climat océanique altéré et est dans la région climatique Aquitaine, Gascogne, caractérisée par une pluviométrie abondante au printemps, modérée en automne, un faible ensoleillement au printemps, un été chaud (19,5 °C), des vents faibles, des brouillards fréquents en automne et en hiver et des orages fréquents en été (15 à 20 jours).
Pour la période 1971-2000, la température annuelle moyenne est de 13,5 °C, avec une amplitude thermique annuelle de 15,5 °C. Le cumul annuel moyen de précipitations est de 747 mm, avec 10,2 jours de précipitations en janvier et 6,3 jours en juillet. Pour la période 1991-2020, la température moyenne annuelle observée sur la station météorologique la plus proche, située sur la commune de Laplume à 4,89 km à vol d'oiseau, est de 14,2 °C et le cumul annuel moyen de précipitations est de 767,2 mm,. Pour l'avenir, les paramètres climatiques de la commune estimés pour 2050 selon différents scénarios d’émission de gaz à effet de serre sont consultables sur un site dédié publié par Météo-France en novembre 2022.

## Urbanisme

### Typologie
Au 1er janvier 2024, Nomdieu est catégorisée commune rurale à habitat très dispersé, selon la nouvelle grille communale de densité à sept niveaux définie par l'Insee en 2022.
Elle est située hors unité urbaine. Par ailleurs la commune fait partie de l'aire d'attraction d'Agen, dont elle est une commune de la couronne,. Cette aire, qui regroupe 81 communes, est catégorisée dans les aires de 50 000 à moins de 200 000 habitants,.

### Occupation des sols

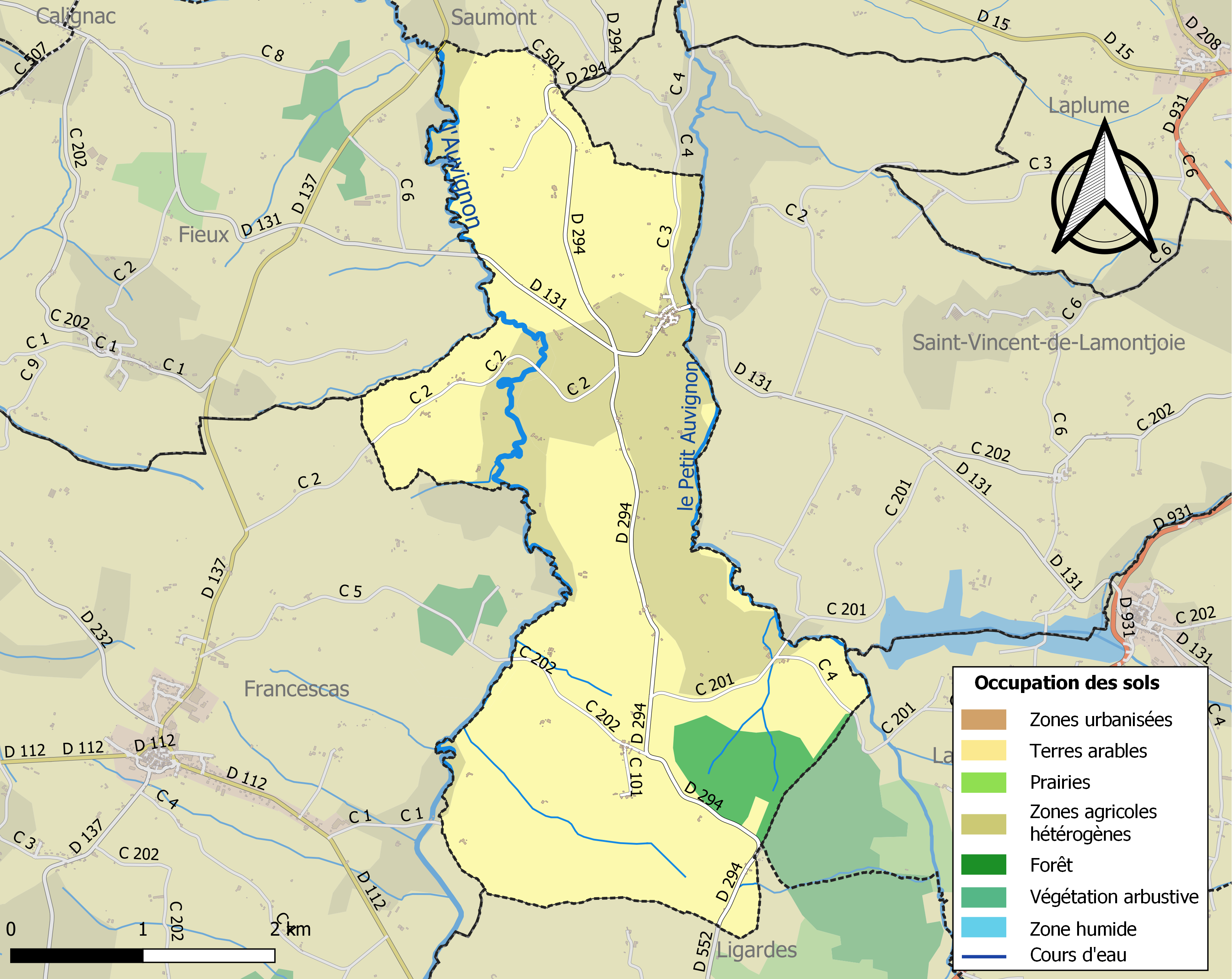
Carte des infrastructures et de l'occupation des sols de la commune en 2018 (CLC).

L'occupation des sols de la commune, telle qu'elle ressort de la base de données européenne d’occupation biophysique des sols Corine Land Cover (CLC), est marquée par l'importance des territoires agricoles (95,4 % en 2018), une proportion identique à celle de 1990 (95,4 %). La répartition détaillée en 2018 est la suivante : 
terres arables (68,9 %), zones agricoles hétérogènes (26,2 %), forêts (4,6 %), cultures permanentes (0,3 %). L'évolution de l’occupation des sols de la commune et de ses infrastructures peut être observée sur les différentes représentations cartographiques du territoire : la carte de Cassini (XVIIIe siècle), la carte d'état-major (1820-1866) et les cartes ou photos aériennes de l'IGN pour la période actuelle (1950 à aujourd'hui).

### Risques majeurs
Le territoire de la commune de Nomdieu est vulnérable à différents aléas naturels : météorologiques (tempête, orage, neige, grand froid, canicule ou sécheresse), mouvements de terrains et séisme (sismicité très faible). Un site publié par le BRGM permet d'évaluer simplement et rapidement les risques d'un bien localisé soit par son adresse soit par le numéro de sa parcelle.
Les mouvements de terrains susceptibles de se produire sur la commune sont des tassements différentiels.

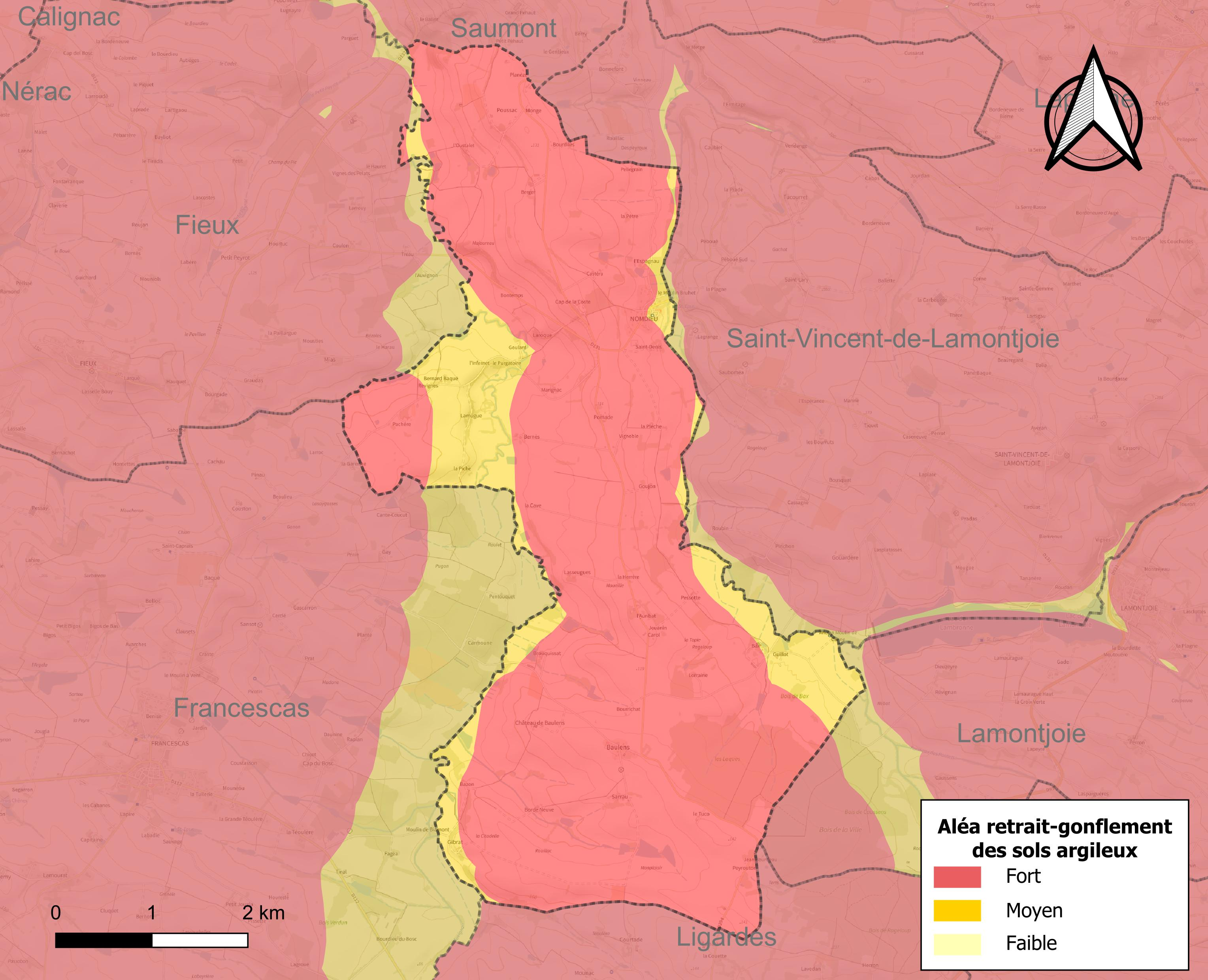
Carte des zones d'aléa retrait-gonflement des sols argileux de Nomdieu.

Le retrait-gonflement des sols argileux est susceptible d'engendrer des dommages importants aux bâtiments en cas d’alternance de périodes de sécheresse et de pluie. La totalité de la commune est en aléa moyen ou fort (91,8 % au niveau départemental et 48,5 % au niveau national). Depuis le 1er octobre 2020, en application de la loi ELAN, différentes contraintes s'imposent aux vendeurs, maîtres d'ouvrages ou constructeurs de biens situés dans une zone classée en aléa moyen ou fort,.
La commune a été reconnue en état de catastrophe naturelle au titre des dommages causés par les inondations et coulées de boue survenues en 1982, 1999, 2008 et 2009, par la sécheresse en 2003, 2005, 2011 et 2012 et par des mouvements de terrain en 1999.

## Toponymie
Le nom de la commune est une invocation du nom du dieu des chrétiens. Elle était autrefois connue sous le nom de Batz.

## Histoire

### Les Hospitaliers
Nomdieu est créée vers 1160 par les Hospitaliers de l'ordre de Saint-Jean de Jérusalem à la suite d'une donation du comte  Gaston V de Béarn et de sa sœur de la terre dite de Percemil. Initialement, l'Ordre y établit un Hospice qui devient par la suite une commanderie. Quant au village, il est construit au commencement du XIVe siècle par le commandeur Jacques de Villar. Puis au début du XVIe siècle, la commanderie de Nomdieu devient un membre de la commanderie de la Cavalerie en Armagnac.

### Héraldique
| Blason de Nomdieu | Blason  | Parti d'argent et de sable à la croix alésée pattée de gueules brochant sur le parti. Devise / Cri"Non nobis domine sed nomini tuo da gloriam" (Apporte la gloire, Seigneur, non à nous, mais à ton nom). |
| Blason de Nomdieu | Détails | Le statut officiel du blason reste à déterminer. |

## Politique et administration

### Liste des maires
| Période                                  | Période  | Identité              | Étiquette | Qualité     |
| ---------------------------------------- | -------- | --------------------- | --------- | ----------- |
| Les données manquantes sont à compléter. |          |                       |           |             |
|                                          |          |                       |           |             |
| mars 1989 (réélu en mai 2020)            | En cours | Jean-Pierre Lussagnet | DVD       | Agriculteur |

### Politique environnementale
Dans son palmarès 2024, le Conseil national de villes et villages fleuris de France a attribué une fleur à la commune.

## Démographie
| 1793 | 1800 | 1806 | 1821 | 1831 | 1836 | 1841 | 1846 | 1851 |
| ---- | ---- | ---- | ---- | ---- | ---- | ---- | ---- | ---- |
| 316  | 240  | 338  | 316  | 380  | 378  | 675  | 637  | 614  |

| 1856 | 1861 | 1866 | 1872 | 1876 | 1881 | 1886 | 1891 | 1896 |
| ---- | ---- | ---- | ---- | ---- | ---- | ---- | ---- | ---- |
| 579  | 548  | 537  | 538  | 490  | 531  | 532  | 506  | 444  |

| 1901 | 1906 | 1911 | 1921 | 1926 | 1931 | 1936 | 1946 | 1954 |
| ---- | ---- | ---- | ---- | ---- | ---- | ---- | ---- | ---- |
| 393  | 359  | 357  | 317  | 354  | 334  | 324  | 311  | 312  |

| 1962 | 1968 | 1975 | 1982 | 1990 | 1999 | 2005 | 2006 | 2010 |
| ---- | ---- | ---- | ---- | ---- | ---- | ---- | ---- | ---- |
| 258  | 236  | 184  | 163  | 162  | 200  | 223  | 231  | 221  |

| 2015 | 2020 | 2022 | - | - | - | - | - | - |
| ---- | ---- | ---- | - | - | - | - | - | - |
| 242  | 253  | 252  | - | - | - | - | - | - |

## Économie
Viticulture : Brulhois (AOC).

## Lieux et monuments
- Église Saint-Jean-Baptiste de Nomdieu.
- Église Saint-Laurent de Baulens. Elle est inscrite à l'Inventaire général du patrimoine culturel[31].
- Place du village et cadrans solaire
- Fontaine

## Personnalités liées à la commune
- Raymond Soucaret (1923–2014), né sur la commune, sénateur radical.
- Jean Hubert-Gautier (1872–1930), peintre.